# Trường An tam vạn lý
Trường An tam vạn lý (tiếng Trung: 长安三万里), Ba vạn dặm từ Trường An) là một bộ phim hoạt hình 3D của Xưởng phim hoạt hình Truy Quang, Trung Quốc sản xuất và công chiếu năm 2023. Đây là một bộ phim của hai đạo diễn Tạ Quân Vỹ và Trâu Tĩnh lấy bối cảnh Nhà Đường thời Đường Huyền Tông và Đường Túc Tông để tập trung khắc họa các thi hào nổi bật nhất của Đường thi, đặc biệt là Lý Bạch và Cao Thích. Không chỉ khắc họa tình bạn kéo dài nhiều thập kỷ của Lý Bạch và Cao Thích, bộ phim còn tái dựng lại nhiều sự kiện lịch sử quan trọng của Trung Quốc giai đoạn này, đặc biệt là sự biến loạn của xã hội Trung Quốc do Loạn An Sử và xung đột giữa Nhà Đường với quân Thổ Phồn. Công chiếu chính thức tại Trung Quốc ngày 8 tháng 7 năm 2023, bộ phim với độ dài 168 phút này là một trong những tác phẩm hoạt hình dài kỷ lục được công chiếu rộng rãi - với độ dài tương đương bản kéo dài của tác phẩm Góc khuất của thế giới của Nhật Bản.

## Nội dung
Cao Thích vốn xuất thân từ một gia đình có truyền thống làm quan tướng lâu đời ở Bột Hải nhưng vì gia đình nghèo khổ, cha mẹ mất sớm nên phải tìm cách về kinh đô Trường An của Nhà Đường để chứng tỏ tài năng. Trên đường đi, Cao Thích đã gặp Lý Bạch, công tử xuất thân từ một gia đình buôn bán giàu có với tài năng thơ ca nức tiếng nhưng lại thích ngao du bốn bể, tại Hồ Động Đình khi họ Lý đưa tro cốt của người bạn Đông Nham Tử đến chôn cất bên hồ. Trong suốt nhiều thập niên sau đó, Cao Thích và Lý Bạch đã gặp lại nhau nhiều lần ở các địa danh nổi tiếng của Nhà Đường như kinh đô Trường An, Dương Châu, Hoàng Hạc lâu và dần hình thành một tình bạn hết sức sâu sắc, bất chấp những biến cố trong cuộc đời của hai người, cũng như biến loạn của cả xã hội Nhà Đường do Loạn An Sử.

## Thơ Đường
Tổng cộng đã có tới 48 bài thơ Đường được lồng vào bộ phim, đa phần là các bài thơ đã được đưa vào Đường thi tam bách thủ, trong số này có thể kể tới:
- Biệt đổng đại nhị thủ của Cao Thích
- Thượng lý ung của Lý Bạch
- Đăng quán tước lâu của Vương Chi Hoán
- Hoàng Hạc lâu của Thôi Hiệu
- Phù phong hào sĩ ca của Lý Bạch
- Thái liên khúc của Lý Bạch
- Tương tư của Vương Duy
- Lạc đệ Trường An của Thường Kiến
- Bạch trữ từ tam thủ của Lý Bạch
- Ký viễn thập nhất thủ của Lý Bạch
- Đề ngọc tuyền khê của Tương Dịch nữ tử
- Quá cố nhân trang của Mạnh Hạo Nhiên
- Tống trung thập thủ của Cao Thích
- Tĩnh dạ tư của Lý Bạch
- Xuân hiểu của Mạnh Hạo Nhiên
- Hoàng Hạc lâu tống Mạnh Hạo Nhiên chi Quảng Lăng của Lý Bạch
- Yến ca hành của Cao Thích
- Hành lộ nan tam thủ của Lý Bạch
- Nam lăng biệt nhi đồng nhập kinh của Lý Bạch
- Ức cựu du kí tiếu quận nguyên tham quân của Lý Bạch
- Biệt lỗ tụng của Lý Bạch
- Biệt Lưu đại giáo thư của Cao Thích
- Vọng nhạc của Đỗ Phủ
- Thái liên khúc của Hạ Tri Chương
- Xuân du trị vũ của Trương Húc
- Xuất tắc nhị thủ của Vương Xương Linh
- Bạch tuyết ca tống vũ phán quan quy kinh của Sầm Tham
- Tiền hữu tôn tửu hành nhị thủ của Lý Bạch
- Mộng du thiên mỗ ngâm lưu biệt của Lý Bạch
- Tương tiến tửu của Lý Bạch
- Hiệp khách hành của Lý Bạch
- Ngũ cổ thập nhị thủ của Lý Bạch
- Tặng Uông Luân của Lý Bạch
- Ca thư ca của Tây Bỉ Nhân
- Vĩnh vương đông tuần ca thập nhất thủ của Lý Bạch
- Tảo phát Bạch Đế thành của Lý Bạch
- Tử dạ ngô ca· thu ca của Lý Bạch
- Đại phù phong chủ nhân đáp của Vương Xương Linh
- Lũng đầu ngâm của Vương Duy
- Biệt Vi giám quân của Cao Thích
- Đan phụ đông lâu thu dạ tống tộc đệ trầm chi tần của Lý Bạch
- Tống lục phán quan vãng tì bà hạp của Lý Bạch
- Quá hoa thanh cung tuyệt cú tam thủ của Đỗ Mục
- Thập ngũ nhật dạ ngự tiền khẩu hào đạp ca từ nhị thủ của Trương Thuyết
- Trường An đạo của Bạch Cư Dị
- Dữ sử lang trung khâm thính Hoàng Hạc lâu thượng xuy địch của Lý Bạch

## Diễn viên lồng tiếng[5]
- Dương Thiên Tường lồng tiếng Cao Thích (thời trẻ)
  - Ngô Tuấn Toàn lồng tiếng Cao Thích (khi về già)
- Lăng Chấn Hách lồng tiếng Lý Bạch (thời trẻ)
  - Tuyên Hiểu Minh lồng tiếng Lý Bạch (khi về già)
- Lô Lực Phong lồng tiếng Trình Giám quân
- Lưu Giáo Dư lồng tiếng Đỗ Phủ (thời niên thiếu)
  - Tôn Lộ Lộ lồng tiếng Đỗ Phủ (thời trẻ)
- Lộ Hy Nhiên lồng tiếng thư đồng của Cao Thích
- Lý Thi Manh lồng tiếng Bùi Thập Nhị
- Á Tiệp lồng tiếng Ca Thư Hàn
- Ba Hách lồng tiếng Quách Tử Nghi
- Từ Giai Kỳ lồng tiếng Ngọc Chân công chúa
- Khương Thu Tái lồng tiếng Vương Duy
- Lý Hạo Giáp lồng tiếng Lý Ung
- Phạm Triết Sâm lồng tiếng Trương Thủ Khuê
- Dương Khải Kỳ lồng tiếng Thường Kiến
- Phó Bác Văn lồng tiếng Sầm Tham

## Công chiếu và đánh giá
Trường An tam vạn lý được công chiếu chính thức tại Trung Quốc từ ngày 8 tháng 7 năm 2023 và tại Hồng Kông và Ma Cao từ ngày 25 tháng 8 năm 2023. Với thời lượng 168 phút, đây là bộ phim hoạt hình dài nhất của Trung Quốc từng được công chiếu. Tổng doanh thu tại thị trường Trung Quốc của Trường An tam vạn lý là vào khoảng 1,8 tỷ nhân dân tệ - doanh thu cao thứ hai trong lịch sử của một bộ phim hoạt hình được trình chiếu tại nước này. Bên ngoài Trung Quốc, bộ phim cũng đã được hãng Niu Vision Media phân phối và công chiếu tại Hoa Kỳ và Canada từ ngày 6 tháng 10 năm 2023.
Trên trang phê bình điện ảnh Douban, Trường An tam vạn lý được chấm 8,3/10 - số điểm vào loại cao nhất cho một tác phẩm phim hoạt hình của Trung Quốc. Bộ phim cũng đã giành Giải Kim Kê cho phim hoạt hình xuất sắc nhất.

## Khác biệt so với lịch sử
Tuy lấy bối cảnh và sử dụng các nhân vật lịch sử, nhưng theo nghiên cứu của Hội lịch sử Tùy - Đường Lạc Dương thì Trường An tam vạn lý có một số chi tiết khác với các ghi chép trong lịch sử, cụ thể như:
- Đỗ Phủ và Cao Thích gặp nhau lần đầu là tại Vấn Thượng, Sơn Đông chứ không phải là tại vương phủ của Kỳ Vương Lý Long Phạm tại Trường An như mô tả trong phim.
- Các giai thoại được Đỗ Phủ kể lại trong phim là lấy từ các ghi chép của ông về thời niên thiếu ở Lạc Dương chứ không phải ở Trường An.
- Phụ thân của Cao Thích được an táng tại Lạc Dương chứ không phải tại Quảng Lăng, nơi Cao Thích chịu tang ba năm như trong phim
- Bùi Mân, Ngô Đạo Tử, Trương Húc hội ngộ tại Chùa Thiên Cung, Lạc Dương chứ không phải tại Dương Châu như trong phim
- Lý Bạch và Đỗ Phủ gặp nhau lần đầu cũng là tại Lạc Dương chứ không phải Trường An như trong phim
- Chính Lý Bạch là người đã cứu Quách Tử Nghi khỏi cảnh tù đày chứ không phải Cao Thích

Một số khác biệt này đã khiến Trường An tam vạn lý vấp phải sự phản đối của một số người xem. Tuy nhiên, Đài Phát thanh Nhân dân Trung ương cũng đưa ra nhận xét rằng đây chỉ là một bộ phim hoạt hình vì vậy các nhà làm phim hoàn toàn có quyền được phóng tác dựa trên các câu truyện, nhân vật có thật thay vì phải nhất nhất tuân theo các ghi chép trong lịch sử.